# Carlotta Walls LaNier
Carlotta Walls LaNier (18 de dezembro de 1942) foi a mais jovem das Little Rock Nine, um grupo de estudantes afro-estadunidenses que, em 1957, foi composto pelos primeiros estudantes negros a irem a aulas em Little Rock Central High School, em Little Rock, Arkansas. Ela foi a primeira mulher negra a formar-se em Central High School. Em 1999, LaNier e a outras pessoas de Little Rock Nine foram premiadas com a Medalha de Ouro do Congresso pelo Presidente Bill Clinton.

## Início da vida e educação
Carlotta Walls LaNier nasceu em 1942, em Little Rock, Arkansas, filha de Juanita e Cartelyou Walls. Cartelyou era pedreiro e um veterano da segunda Guerra Mundial, enquanto Juanita foi secretária numa organização pública para a habitação pública.
Walls primeiro foi aluna de Dunbar Junior High School, uma escola segregada em Little Rock. No entanto, depois de se formar, ela se ofereceu para ser um dos primeiros afro-estadunidenses a ir a Central High School. Ela casou-se com Ira (Ike) LaNier, em 1968, com quem teve dois filhos, Whitney e Brooke. Ela atualmente reside em Englewood, Colorado.

### Dessegregação
Em 4 de setembro de 1957, os Little Rock Nine fizeram uma tentativa frustrada de entrar na Central High School, que tinha sido segregada. A Guarda Nacional de Arkansas, sob as ordens do governador, e uma multidão de cerca de 400 cercaram a escola e os impediram de entrar. Em 23 de setembro de 1957, um grupo de cerca de 1.000 pessoas cercaram a escola quando os alunos tentavam entrar. No dia seguinte, o presidente Dwight D. Eisenhower assumiu o controle da Guarda Nacional de Arkansas, desautorizando o governador, e enviou soldados para acompanhar os estudantes para a escola, para proteção. Soldados foram mantidos na escola durante todo o ano letivo, embora eles não tenham sido capazes de prevenir incidentes de violência contra o grupo.
Em 1958, Walls e o resto dos Little Rock Nine receberam a Medalha Spingarn pela Associação Nacional para o Avanço das Pessoas de Cor (NAACP). Ainda assim, a crise resultou em todas as escolas colegiais de Little Rock sendo fechadas durante o ano. Apesar disso, Walls voltou para Central High em 1959 e formou-se em 1960.

## Ensino superior e carreira
Após sua formatura na Central High em 1960, Walls frequentou a Universidade Estadual de Michigan, durante 2 anos. No entanto, seu pai era incapaz de encontrar um emprego por causa da crise envolvendo sua filha e mudou-se para Denver, no Colorado. LaNier formou-se no Colorado State College (agora University of Northern Colorado) e começou a trabalhar em YWCA como uma supervisora do programa para adolescentes. Em 1977, fundou a LaNier e Cia., uma corretora de imóveis.

## Homenagens e prêmios
LaNier e os Little Rock Nine receberam vários prêmios e reconhecimentos, incluindo a prestigiada Medalha Spingarn, em 1958, e o principal reconhecimento civil da nação, a Medalha de Ouro do Congresso, que foi conferida a eles, em 1999, pelo presidente Bill Clinton. 
LaNier foi nomeada a "Mulher de Destaque" pela Girl Scouts, em 2000, e foi nomeada para o Colorado Women's Hall of Fame, em 2004. Ela foi nomeada para o National Women's Hall of Fame em outubro de 2015.